# Contea di Wagin
La contea di Wagin è una delle 43 local government areas che si trovano nella regione di Wheatbelt, in Australia Occidentale. Essa si estende su di una superficie di circa 1.948 chilometri quadrati ed ha una popolazione di 1.846 abitanti.